# Athens News
Athens News – grecki tygodnik wydawany w języku angielskim. Dziennik został wydany po raz pierwszy 29 stycznia 1952 roku, a założycielem czasopisma był Yannis Horn.
W 1993 roku dziennik przeszedł przeprojektowanie po tym jak gazeta została nabyta przez Fundację Lambrakis specjalizującą się w edukacji.
W 1995 roku Athens News stał się pierwszą w kraju gazetą z wydaniem internetowym. W 2001 roku, po ponad 49 latach istnienia, czasopismo zmieniło częstotliwość wydawania z dziennika na format tygodnika publikowanego w każdy piątek.
Główną tematyką dziennika są wydarzenia związane z Grecją, m.in. wydarzenia polityczne, społeczne oraz sportowe. Tygodnik dużą część poświęca wiadomościom z zagranicy, a także polityce zagranicznej i ekonomii. Oprócz tego Athens News posiada sekcje humorystyczną i kulturową.
W listopadzie 2008 roku tygodnik został nabyty przez wydawnictwo Myenpi.